# Impasse de la Mare
L'impasse de la Mare est une voie située dans le quartier de Belleville du 20e arrondissement de Paris.

## Situation et accès
L'impasse de la Mare est desservie à proximité par la ligne 2 à la station Couronnes.

## Origine du nom
Elle porte ce nom en raison du voisinage de la rue de la Mare.

## Historique
Ancienne « impasse d'Isly », cette voie prend sa dénomination actuelle par un arrêté préfectoral du 1er février 1877.
Elle est ouverte à la circulation publique par un arrêté du 23 juin 1959.